# St. Georg (Mittelrieden)

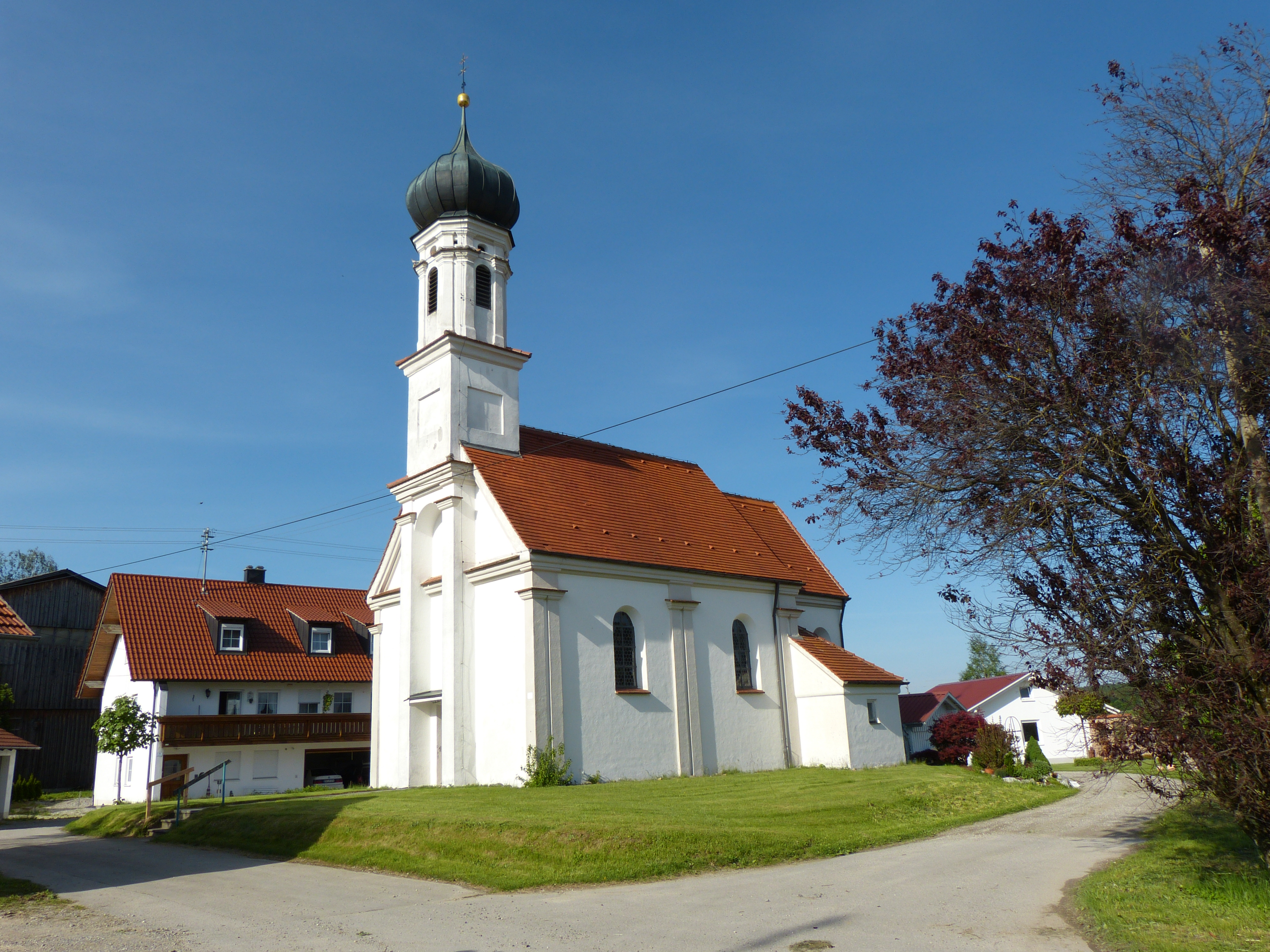
St. Georg in Mittelrieden

St. Georg ist eine römisch-katholische Filialkirche im oberschwäbischen Mittelrieden, einem Ortsteil von Oberrieden im Landkreis Unterallgäu. 

## Lage und Geschichte
Sie steht im Nordosten des Ortes. Bereits am 15. Oktober 1380 wurde die St.-Georgs-Kirche als Filiale von Pfaffenhausen erwähnt. Schwigger VII. von Mindelberg verkaufte die Kirche mit allen Rechten an das Augustinerkloster in Mindelheim. In den Jahren 1527 und 1531 wurde die Kirche als Sant Jörgen Kapell erwähnt. Schreiner Jakob Hayfelder aus Westernach fertigte 1630 ein neues Gestühl. Die Genehmigung zur Ausmalung der Holzdecke erhielt die Filialgemeinde am 25. Februar 1682. Johann Caspar Zimmermann erhielt für den Auftrag 25 Gulden. Der Bau wurde in der Zeit um 1700 neu errichtet und ausgestattet. Im Jahre 1964 fand eine Renovierung statt.

## Baubeschreibung
Der Chor ist eingezogen und besitzt zwei Joche mit einem dreiseitigen Schluss und Kreuzgratgewölben. Im Chorschluss befinden sich anstatt des Gewölbes drei Stichkappen. Die Schildbogen sind gestelzt. Die Wandgliederung bilden basislose Pilaster mit Karnies-Kapitellen. In den Ecken sind sie geknickt, im Westen nur halb gestaltet. Im Norden befindet sich in beiden Jochen, im Süden lediglich im östlichen Joch je ein eingezogenes rundbogiges Fenster. Im Westjoch ist südlich der Zugang zur Sakristei. Eine Rundbogennische befindet sich im Chorscheitel. Der Chorbogen ist nur wenig einspringend mit Karnies am Kämpfer und hat einen Rundbogenschluss. Das Langhaus ist als Saal zu zwei breiten Achsen mit eingezogenen, rundbogigen Fenstern gestaltet. Die Wandgliederung bilden toskanische Pilaster, die an den Enden der Längswände einfach, in der Mitte doppelt sind. Über den Pilastern befinden sich ein Architrav und ein Fries, die verkröpft sind. Nur das reich profilierte Kranzgesims ist an der Ost- und Westwand herumgeführt. An der Westwand ist dies um die beiden den Turm stützenden Pfeilervorlagen mit Basen verkröpft. Diese flankieren die rechteckige Tür. Die Brüstung der Empore an der Westseite hat sieben fast quadratische Felder mit Gemälden.
Außen ist das Langhaus durch Paare schlanker, basisloser toskanischer Pilaster mit Gebälkstücken gegliedert. An den Ecken stoßen diese mit den einzelnen Pilastern der West- und Ostwand zusammen. Am Westende der Chorwände befinden sich Lisenen. Das umlaufende, kräftig profilierte Kranzgesims befindet sich auch an der Sohle und an den Schrägen des Westgiebels. Vor der Mitte der Westfront befinden sich zwei Vorlagen toskanisierender Kapitelle, die das Giebelsohlgesims unterbrechen. Im Giebelfeld werden diese durch eine Rundbogenblende begrenzt. Der Turm ruht auf einem kräftigen Gebälk vor der Giebelspitze. Er besitzt ein quadratisches Untergeschoss mit Rechteckblenden und Karniesgesims. Das achteckige Oberteil des Turms hat schmälere Diagonalseiten und breite, geknickte, toskanische Eckpilaster und Rundbogenfenster an den Hauptseiten. Das Gebälk ist verkröpft mit Querovalöffnungen im Fries. Die Zwiebelhaube ist blechgedeckt. Südlich vom Chor befindet sich die Sakristei mit einem Karniesgesims und einem Viertelwalmdach.

## Ausstattung

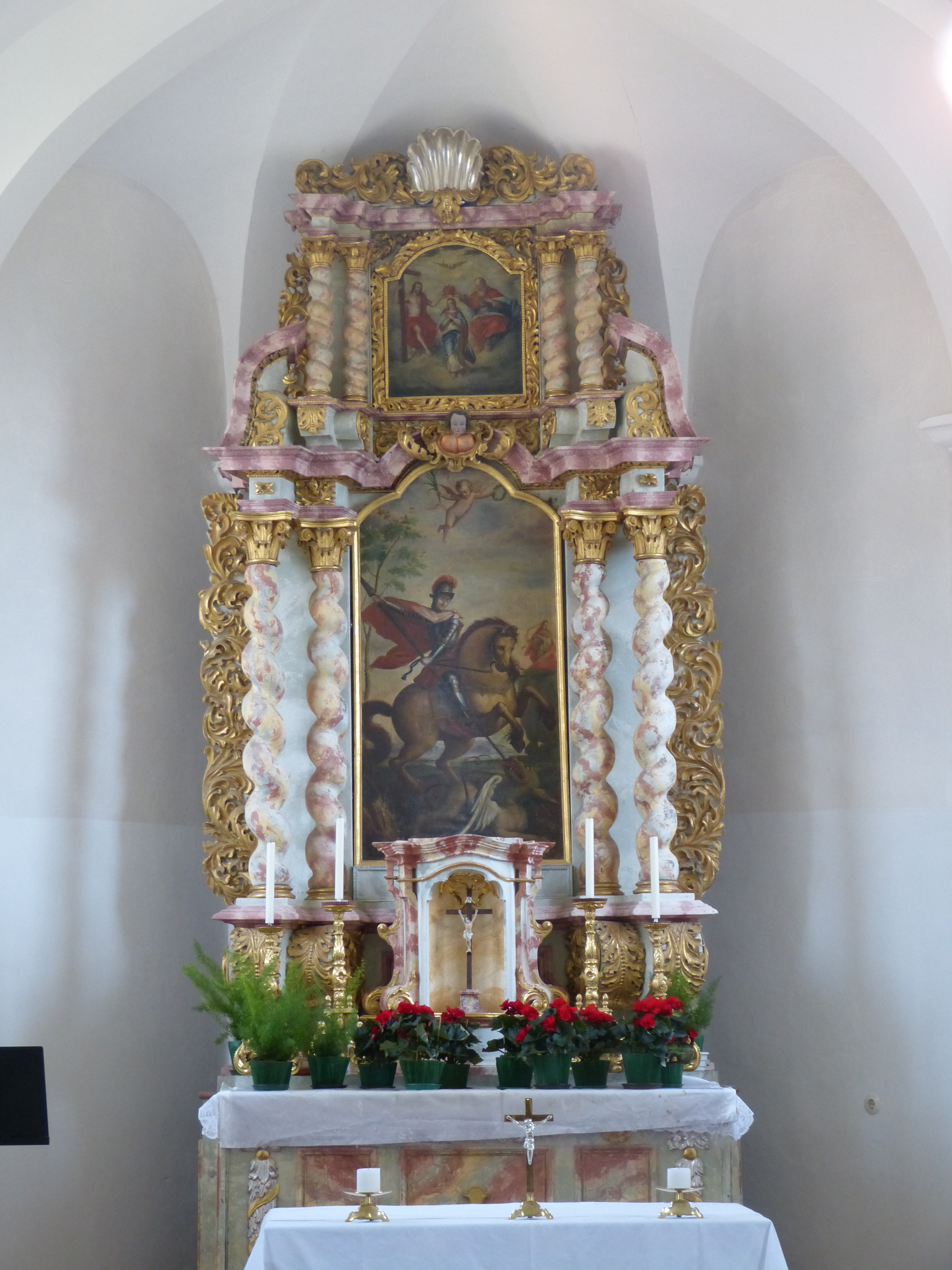
Hochaltar in St. Georg

Das neubarocke, moderne Fresko in einem Schweifrahmen an der Langhausdecke  ist mit Erich Marschner bezeichnet. In der Mitte ist Maria, darunter sind die Heiligen Georg und Ulrich abgebildet. Über Maria schwebt die Heilige Dreifaltigkeit. Die Gemälde auf Holz in den Feldern der Emporenbrüstung aus der Zeit um 1700 zeigen Jesus vor dem Hohepriester Kaiphas, Jesus vor Pilatus, Jesus zum zweiten Mal vor Kaiphas, die Geißelung, die Kreuztragung, die Kreuzannagelung und die Kreuzaufrichtung.
Der Hochaltar wurde ebenfalls um 1700 gefertigt und besteht aus rosa und lichtgrün marmoriertem Holz mit vergoldetem Akanthusdekor. Der Stipes aus Holz ist kastenförmig. Das Tabernakel mit vier Volutenpilastern und einem flachen Schweifgiebel stammt aus dem dritten Viertel des 18. Jahrhunderts. Der viersäulige Altaraufbau mit vorgestaffelten äußeren Säulen besitzt Volutenkonsolen mit Akanthusverzierungen. Ein dreilappig schließendes Gemälde in der Mitte zeigt den Drachenkampf des heiligen Georg. Ganz außen neben den Säulen befinden sich durchbrochene Akanthusspiralen. Das Gebälk ist verkröpft, das Gesims über dem Altarbild segmentbogig erhöht. Der Schweifsegmentgiebel ist gesprengt. Der breite Altarauszug trägt ein eingezogenes, flachbogiges Gemälde der Marienkrönung. Beiderseits vorgestaffelt befinden sich je zwei gewundene Säulen. Der Scheitel besitzt ein verkröpftes Gesims mit Muscheln.
Die beiden um 1700 geschaffenen Seitenaltäre bestehen aus rotviolett und graugrün marmoriertem Holz, sind mit Akanthus-Golddekor versehen und besitzen kastenförmige Stipites. Der Aufbau mit zwei gewundenen Säulen und dem außen angesetzten Blattwerk hat in der Mitte eine Muschelnische mit einer Figur, die im nördlichen Altar den heiligen Rochus, im südlichen den heiligen Sebastian darstellt. Das verkröpfte Gebälk besitzt einen gesprengten Segmentgiebel. Der Auszug wird von Hermenpilastern begrenzt, dazwischen befindet sich ein Ovalbild mit dem heiligen Martin und dem Bettler im nördlichen und dem heiligen Michael im südlichen Altar.
Das Gestühl stammt aus der Erbauungszeit und besitzt Schweifwangen mit spiralförmiger Akanthusschnitzerei.